# Maurice Williams & the Zodiacs
Maurice Williams & the Zodiacs was een Amerikaanse r&b-band uit de late jaren 1950 en de vroege jaren 1960. Oorspronkelijk The (Royal) Charms, veranderde de band haar naam in The Gladiolas in 1957 en The Excellos in 1958, voordat ze zich uiteindelijk vestigden als The Zodiacs in 1959.

## Oprichting en bezetting
Maurice Williams startte in het midden van de jaren 1950 met een schoolband in Lancaster en won daarmee onder de naam The Royal Charms in 1955 een talentenjacht aan hun highschool. Daarna veranderden ze de naam in The Gladiolas en publiceerden ze in 1957 het door Williams geschreven Little Darlin'. Ze kwamen met deze doowop-klassieker niettemin onverwachts op de 41e plaats van de Amerikaanse hitlijst. Echter The Diamonds scoorden met dit nummer hun grootste hit.

### Leden (1960)
- Maurice Williams (zang, piano)
- Wiley Bennett (tenor)
- Henry Gaston (tenor)
- Charles Thomas (bariton)
- Albert Hill (bas)
- Little Willie Morrow (drums)

## Biografie

### Vroege jaren
Maurice Williams werd geboren op 26 april 1938 in Lancaster. Zijn eerste ervaring met muziek deed hij in de kerk, waar zijn moeder en zus beiden optraden. Tegen de tijd dat hij zes was, trad Williams daar regelmatig op. Met zijn jeugdvriend Earl Gainey formeerde Williams de gospelgroep The Junior Harmonizers. Toen rock-'n-roll en doowop hun voornaamste interesse werden, veranderden The Junior Harmonizers hun naam in The Royal Charms.

### The Royal Charms en The Gladiolas
Naast Williams en Gainey bestonden The Royal Charms uit Willie Jones (bariton), William Massey (tenor, bariton, trompet) en Norman Wade (bas). In de winter van 1956, terwijl ze nog op de middelbare school zaten, reisden Williams en zijn band naar Nashville om op te nemen voor Excello Records. Destijds gingen ze onder de naam Royal Charms, maar de oprichter Ernie Young van Excello Records overtuigde hen om hun naam te veranderen in The Gladiolas (in die tijd waren er minstens twee andere bands die dezelfde naam gebruikten)). Het nummer Little Darlin' was een nummer 11-hit in de Billboard r&b-hitlijst in 1957, maar brak niet door in de Billboard Hot 100 Top 40. Toen het echter werd gecoverd door de Canadese groep The Diamonds, schoof het op naar nummer 2.

### The Zodiacs
Williams maakte de middelbare school af en terwijl ze met de band onderweg waren, raakte hun stationwagen defect in Bluefield. De band kwam een in Engeland gebouwde Ford-auto tegen die bekend staat als de Zodiac (een 'luxe' versie van de Ford Zephyr gebouwd in Groot-Brittannië, Australië en Nieuw-Zeeland) en veranderde hun naam. Kort daarna werd Earl Gainey vervangen door Henry Gaston.
In het voorjaar van 1959 traden Maurice Williams & the Zodiacs op aan de University of South Carolina in Columbia. Rond die tijd splitste de groep zich en hervormde zich. De leden waren Williams, Gaston, Wiley Bennett en Charles Thomas. Later werden Little Willie Morrow en Albert Hill toegevoegd. Een maand later, in de vroege zomer van 1959, nam de band op in een Quonset Hut aan Shakespeare Road in Columbia. De opnametechnicus Homer Fesperman nam verschillende nummers op waarvan de band had gehoopt dat ze een hit zouden worden. Een van de laatste nummers die ze die dag opnamen was Stay (Just a Little Bit Longer), een nummer dat Williams een paar weken eerder had geschreven. Williams zong lead en Henry Gaston zong de contra-couplet falset.
Na de demo van Stay naar Al Silver te hebben gebracht bij Herald Records in New York, werd het nummer begin 1960 gedrukt en uitgebracht. Met 1:36 is Stay de kortste opname ooit die nummer één in de Billboard Hot 100 bereikte.
Aan het einde van 1963 nam de Britse band The Hollies Stay op, wat de groep hun debuut Top Tien-hitsingle in het Verenigd Koninkrijk opleverde, met een piek op nummer 8 in januari 1964, drie jaar nadat de versie van The Zodiacs piekte op nummer 14 in de UK Singles Chart (januari 1961). Latere versies van Stay door The Four Seasons (1963) en Jackson Browne (1978) bereikten de Top 20 in de Verenigde Staten, elk met een verkoop van meer dan een miljoen exemplaren alleen al in de Verenigde Staten. De opname van Stay van The Zodiacs op de soundtrack van de film Dirty Dancing in 1987 leidde ertoe dat het nummer meer platen verkocht dan tijdens de oorspronkelijke publicatie.
De opname May I uit 1965, uitgebracht door Vee-Jay Records en Dee-Su Records, leverde in de loop der jaren weer een miljoen verkochte exemplaren op.

## Later leven
Williams blijft muziek opnemen, toeren en uitbrengen. Hij werd in 2010 opgenomen in de North Carolina Music Hall of Fame. Hij maakte ook verschillende optredens voor de showserie Doo Wop 50 van PBS in 2001.
Henry Gaston overleed op 24 augustus 2015. Maurice Williams overleed 6 augustus 2024 op 86-jarige leeftijd.